# Députation provinciale de Séville
La députation provinciale de Séville, dont le siège est situé à Séville, est l'organe institutionnel propre à la province de Séville qui assure les différentes fonctions administratives et exécutives de la province.
Elle comprend l'ensemble des communes de la province et est chargée d'aider les communes à coordonner l'action municipale et à participer au financement de la construction d'ouvrages publics.

## Histoire
La députation est créée en 1836 comme conséquence de la division provinciale de 1833, réalisée par Javier de Burgos.

## Organisation

### Sièges par mandature
|           |       | 1979 | 1983 | 1987 | 1991 | 1995 | 1999 | 2003 | 2007 | 2011 | 2015 | 2019 | 2023 |  |
| --------- | ----- | ---- | ---- | ---- | ---- | ---- | ---- | ---- | ---- | ---- | ---- | ---- | ---- |  |
| UCD       |       | 13   |      |      |      |      |      |      |      |      |      |      |      |  |
| PTE       |       | 1    |      |      |      |      |      |      |      |      |      |      |      |  |
| PCE       |       | 6    | 4    |      |      |      |      |      |      |      |      |      |      |  |
| CP        |       |      | 5    |      |      |      |      |      |      |      |      |      |      |  |
| IU        |       |      |      | 4    | 2    | 5    | 5    | 4    | 3    | 4    | 5    |      |      |  |
| PA        |       | 1    |      | 3    | 4    | 4    | 3    | 3    | 2    | 1    |      |      |      |  |
| PSOE      |       | 9    | 22   | 20   | 21   | 16   | 17   | 18   | 20   | 16   | 17   | 18   | 15   |  |
| AP        |       |      |      | 4    |      |      |      |      |      |      |      |      |      |  |
| PP        |       |      |      |      | 4    | 6    | 6    | 6    | 6    | 10   | 7    | 5    | 11   |  |
| Cs        |       |      |      |      |      |      |      |      |      |      | 1    | 2    |      |  |
| Participa |       |      |      |      |      |      |      |      |      |      | 1    |      |      |  |
| AA        |       |      |      |      |      |      |      |      |      |      |      | 5    |      |  |
| Vox       |       |      |      |      |      |      |      |      |      |      |      | 1    | 1    |  |
| ConA      |       |      |      |      |      |      |      |      |      |      |      |      | 4    |  |
|           |       |      |      |      |      |      |      |      |      |      |      |      |      |  |
| Total     | Total | 30   | 31   | 31   | 31   | 31   | 31   | 31   | 31   | 31   | 31   | 31   | 31   |  |

### Liste des présidents
| Début      | Fin         | Parti | Parti | Président                     |
| ---------- | ----------- | ----- | ----- | ----------------------------- |
| 26/04/1979 | 09/06/1983  |       | PSOE  | Manuel del Valle              |
| 09/06/1983 | 03/07/1995  |       | PSOE  | Miguel Ángel Pino             |
| 03/07/1995 | 26/07/1999  |       | PSOE  | Alfredo Sánchez Monteseirín   |
| 26/07/1999 | 15/09/2004  |       | PSOE  | Luis Navarrete                |
| 15/09/2004 | 07/07/2023  |       | PSOE  | Fernando Rodríguez Villalobos |
| 07/07/2023 | en fonction |       | PSOE  | Javier Fernández de los Ríos  |